# Untertal (Gemeinde Tragöß-Sankt Katharein)
Untertal ist eine Ortschaft und eine Katastralgemeinde der Gemeinde Tragöß-Sankt Katharein im Bezirk Bruck-Mürzzuschlag in Steiermark.
Die Ortschaft besteht aus der Rotte Untertal sowie einigen Einzellagen.

## Siedlungsentwicklung
Zum Jahreswechsel 1979/1980 befanden sich in der Katastralgemeinde Untertal insgesamt 76 Bauflächen mit 27.924 m² und 48 Gärten auf 46.253 m², 1989/1990 gab es 73 Bauflächen. 1999/2000 war die Zahl der Bauflächen auf 278 angewachsen und 2009/2010 bestanden 101 Gebäude auf 273 Bauflächen.

## Bodennutzung
Die Katastralgemeinde ist forstwirtschaftlich geprägt. 116 Hektar wurden zum Jahreswechsel 1979/1980 landwirtschaftlich genutzt und 992 Hektar waren forstwirtschaftlich geführte Waldflächen. 1999/2000 wurde auf 82 Hektar Landwirtschaft betrieben und 1.010 Hektar waren als forstwirtschaftlich genutzte Flächen ausgewiesen. Ende 2018 waren 56 Hektar als landwirtschaftliche Flächen genutzt und Forstwirtschaft wurde auf 1.018 Hektar betrieben. Die durchschnittliche Bodenklimazahl von Untertal beträgt 22,2 (Stand 2010).